# Vriesea punctulata
Vriesea punctulata là một loài thuộc chi Vriesea. Đây là loài đặc hữu của Brasil.